# Datorspelsåret 2001

## Händelser

### Mars

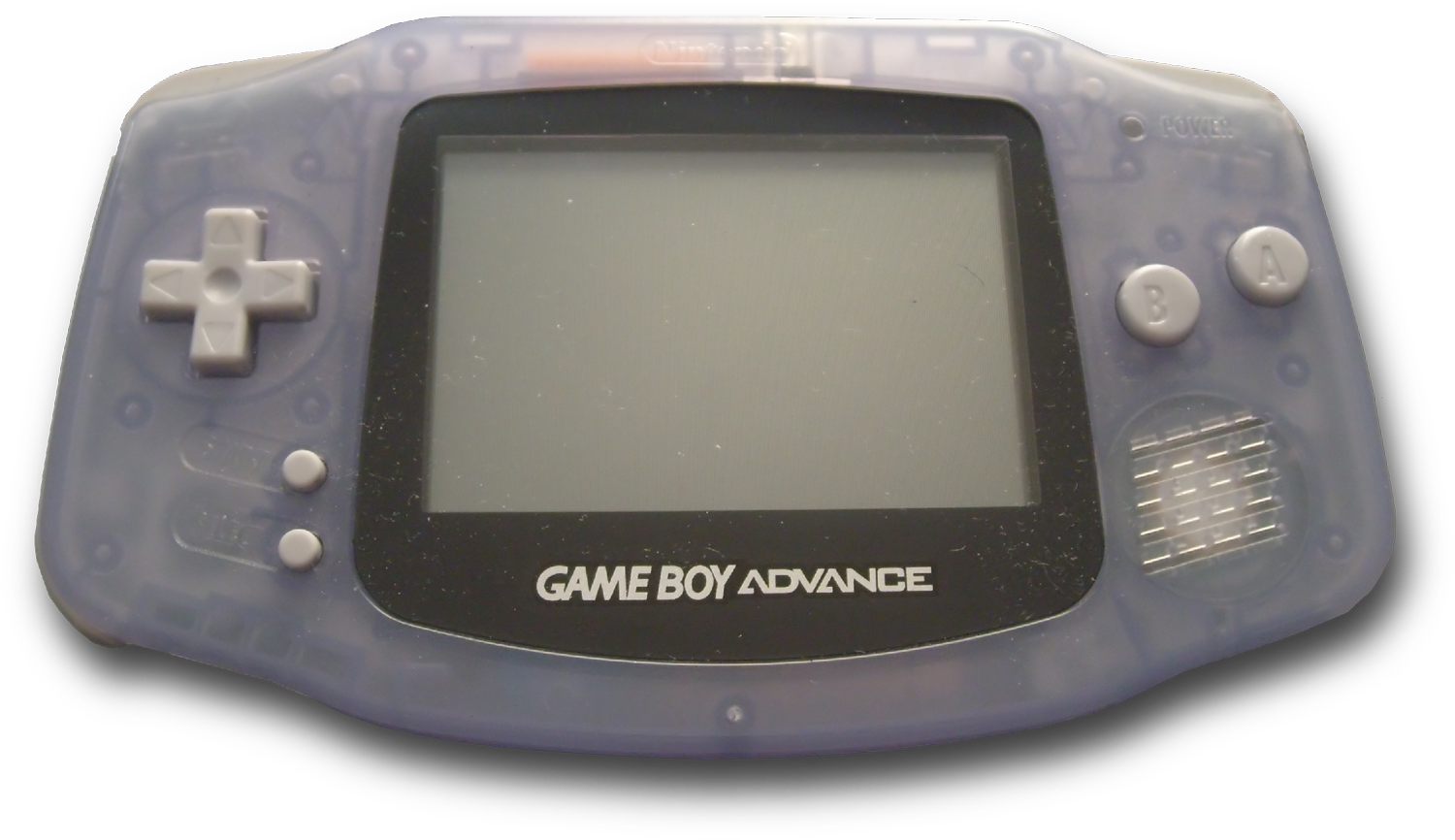
Game Boy Advance

- 21 mars - Nintendo lanserar den bärbara spelmaskinen "Game Boy Advance" i Japan.

### April
- April - Spelföretaget SNK går i konkurs.[1]

### Maj
- 17-19 maj - Den sjunde årliga E3-mässan hålls i Los Angeles i Kalifornien i USA.[2]

### Juni
- Juni - Den svenskspråkiga TV-spelstidskriften Super Play börjar även skriva om datorspel till persondatorer.
- 11 juni - Nintendo lanserar den bärbara spelmaskinen Game Boy Advance i Nordamerika.
- 22 juni - Nintendo lanserar den bärbara spelmaskinen Game Boy Advance i Europa.

### September
- 14 september - Nintendo lanserar hem-TV-spelskonsolen "Nintendo Gamecube" i Japan.[3]

### November

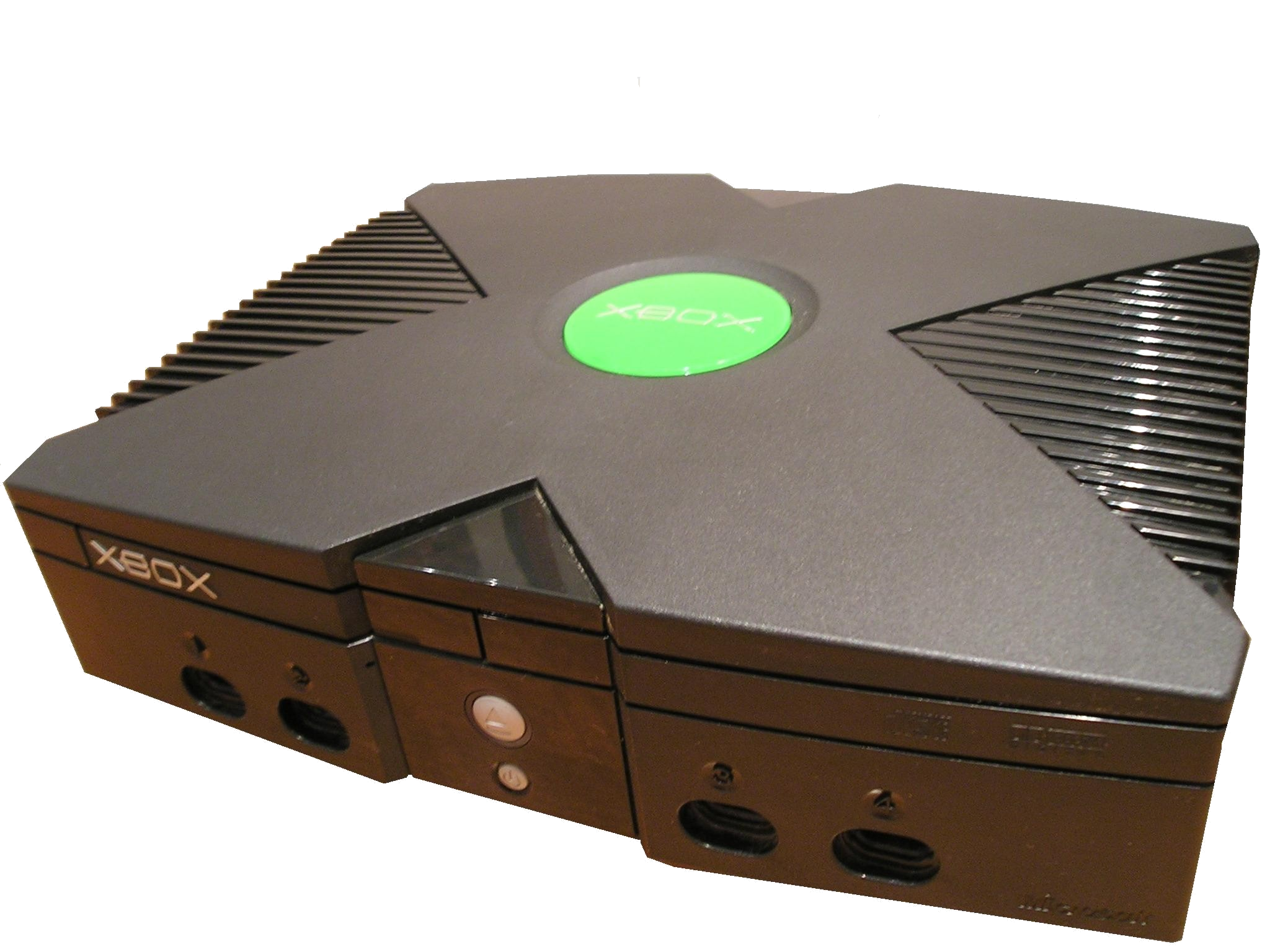
Xbox

- 15 november - Microsoft lanserar hem-TV-spelskonsolen "Xbox" i USA.

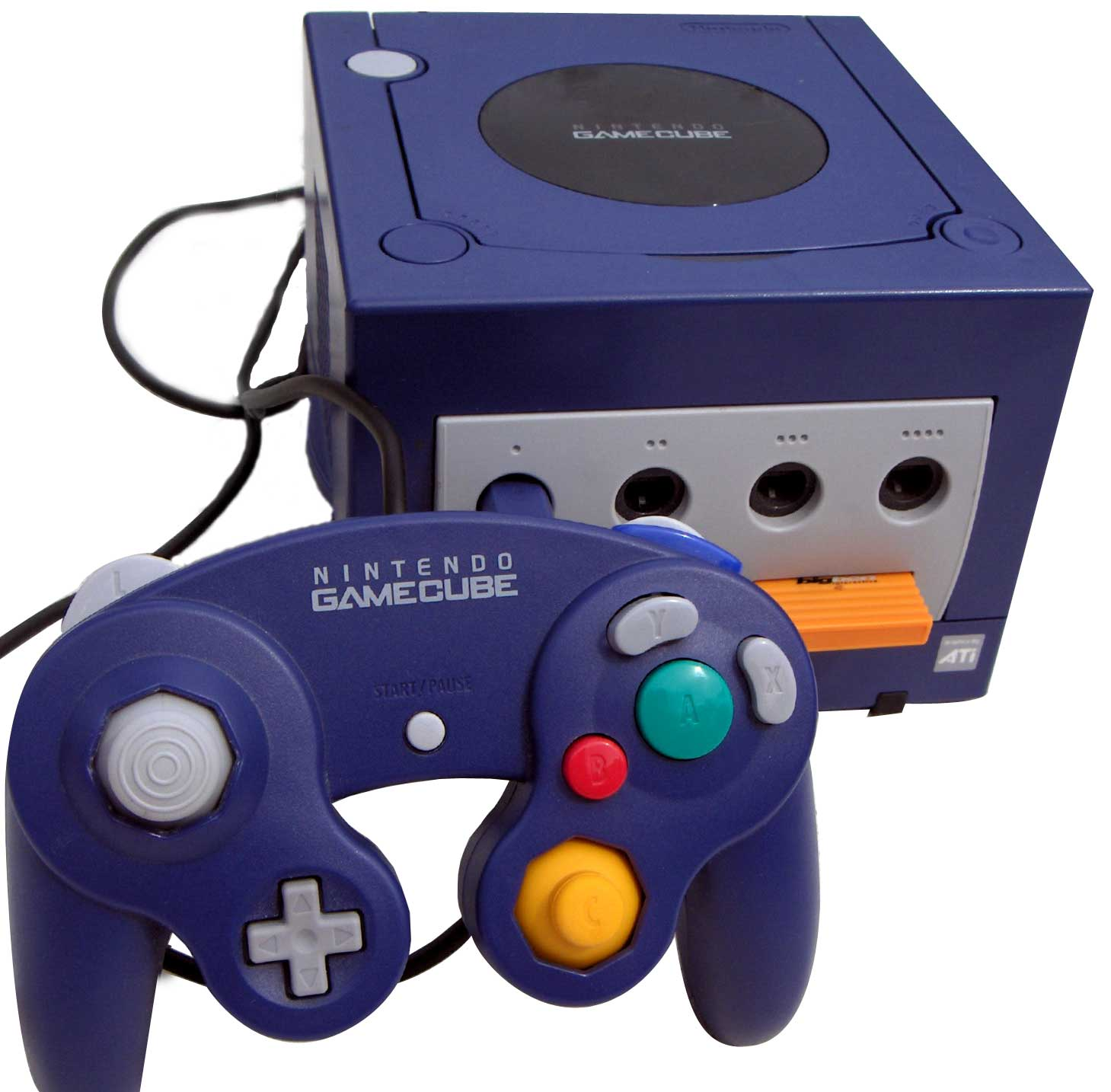
Nintendo Gamecube

- 18 november - Nintendo lanserar hem-TV-spelskonsolen Nintendo Gamecube i Nordamerika.[4]

### December
- 31 december - Den brittiske spelprogrammeraren Jez San blir först att få Brittiska Imperieorden (OBE) för tjänst inom dator- och TV-spelsbranschen.

## Spel släppta år2001

### Game Boy Color
- Harry Potter och de vises sten
- The Legend of Zelda: Oracle of Ages
- The Legend of Zelda: Oracle of Seasons

### Game Boy Advance
- Mario Kart Super Circuit
- NHL 2002

### Xbox
- Halo: Combat Evolved
- NHL 2002
- NHL Hitz 2002

### Nintendo 64
- Banjo-Tooie
- Conker's Bad Fur Day

### Windows
- Black & White
- Harry Potter och de vises sten
- Max Payne
- Half-Life: Blue Shift
- Operation Flashpoint
- Empire Earth, i november.
- NHL 2002
- Elitserien 2001
- Wizardry 8

### Gamecube
- Crazy Taxi
- NHL Hitz 2002

### Playstation
- The Simpsons Wrestling

### Dreamcast
- Crazy Taxi 2
- Sonic Adventure 2
- Unreal Tournament

### Playstation 2
- Harry Potter och de vises sten
- Final Fantasy X
- Crazy Taxi
- Resident Evil: Code Veronica
- Half-Life
- NHL 2002
- NHL Hitz 2002

### Fotnoter
1. ↑  ”SNK files for bankruptcy” (på engelska). Gamespot. 2 april 2001. http://www.gamespot.com/articles/snk-files-for-bankruptcy/1100-2703940/. Läst 10 februari 2014.
2. ↑  ”Attendance and Stats” (på engelska). IGN. http://www.ign.com/wikis/e3/Attendance_and_Stats. Läst 21 maj 2015.
3. ↑  Martyn Williams (24 augusti 2001). ”Nintendo unveils Gamecube launch plans” (på engelska). CNN. http://edition.cnn.com/2001/TECH/fun.games/08/24/gamecube.release.idg/. Läst 19 maj 2015.
4. ↑  David Becker (29 november 2001). ”Nintendo reports record Gamecube launch” (på engelska). CNET. http://news.cnet.com/2100-1040-276374.html. Läst 19 maj 2015.